# Mieczysław Bekker
Mieczysław Grzegorz Bekker (ur. 25 maja 1905 w Strzyżowie, zm. 8 stycznia 1989 w Santa Barbara) – polski inżynier i naukowiec.

## Życiorys

### Pochodzenie i młodość
Urodził się w Strzyżowie, w zaborze rosyjskim, jako syn Mariana Błażeja Bekkera i Albiny Matyldy z domu Bretsznajder. W 1908 roku rodzina Bekkerów przeniosła się w okolice Konina, leżącego wówczas tuż przy zachodniej granicy zaboru rosyjskiego. Ojciec był specjalistą pracującym w cukrownictwie. Pracował w podkonińskich cukrowniach: do 1913 roku w Zbiersku, a następnie w Cukrowni „Gosławice”. Lata szkolne są związane z Koninem; jego rodzina mieszkała przy cukrowni „Gosławice” (obecnie część Konina). W Koninie ukończył humanistyczne Gimnazjum im. Tadeusza Kościuszki i zdał maturę w 1924 roku (obecnie I Liceum Ogólnokształcące). W latach 1929–1931 odbył służbę wojskową w Szkole Podchorążych Saperów w Modlinie. Przeniesiony do rezerwy w stopniu podporucznika.
Był absolwentem wydziału mechanicznego Politechniki Warszawskiej, gdzie następnie został zatrudniony w Instytucie Badań Inżynierii i prowadził badania, zajmował się próbami laboratoryjnymi oraz terenowymi nowych pojazdów przeznaczonych na potrzeby Wojska Polskiego. Pracował także w Wojskowym Instytucie Badań Inżynierii (WIBI) w Warszawie. W roku 1934 po reorganizacji instytutu otrzymał dwuletni przydział do Dowództwa Broni Pancernej. W latach 1936–1939 był równolegle wykładowcą w Studium Wojskowym Politechniki Warszawskiej, na którym stworzył Laboratorium Pojazdów Specjalnych. Od roku 1937 prowadził wykłady z części maszyn w warszawskiej Szkole Inżynierii Wojskowej. W okresie tym opracował i wykładał podstawy teorii współpracy koła lub gąsienicy z mało zwięzłym podłożem, która po 30 latach została określona nową dziedziną mechaniki o nazwie terramechanika. Do 1939 roku współpracował z Ministerstwem Spraw Wojskowych.

### Służba w wojsku
Na krótko przed wybuchem wojny został zmobilizowany. W 1939 roku uczestniczył w kampanii wrześniowej, a następnie wraz z cofającymi się wojskami przekroczył granicę z Rumunią. Sześć miesięcy spędził w Giurgiu nad Dunajem, skąd przedostał się do Francji, gdzie został zatrudniony jako uznany specjalista w Wydziale Czołgów w Ministerstwie Uzbrojenia w Paryżu. Po klęsce Francji w czerwcu 1940 roku przedostał się do strefy nieokupowanej – na południe, do Marsylii, gdzie przebywał przez dwa lata. Później przeniósł się do Kanady (1942), gdzie pracował w Biurze Badań Broni Pancernej, podlegającym kanadyjskiemu Ministerstwu Zaopatrzenia. W 1943 roku za zgodą polskich władz emigracyjnych wstąpił do armii kanadyjskiej. Siły zbrojne Kanady opuścił w 1956 roku w stopniu podpułkownika. 

### Czasy powojenne
W roku 1956 wyjechał do USA, gdzie pracował w Wojskowym Laboratorium Pojazdów Terenowych i prowadził wykłady na politechnice. W niedługim czasie został profesorem University of Michigan w Ann Arbor i przyjął propozycję objęcia stanowiska dyrektora Instytutu Badań koncernu samochodowego General Motors w Santa Barbara. Po ogłoszeniu w 1961 roku przez NASA konkursu na pojazd zdolny do poruszania się po Księżycu (MOLAB) w ramach programu kosmicznego Apollo, zespół konstruktorów pod kierownictwem Mieczysława Bekkera rozpoczął prace koncepcyjne mając za konkurenta innego polskiego konstruktora, Stanisława Rogalskiego, który pracował w firmie Grumman. Efektem tych prac było skonstruowanie pojazdu księżycowego Lunar Roving Vehicle (LRV), który został wykonany przez koncern General Motors w kooperacji z zakładami Boeing. Profesor Bekker był autorem całości rozwiązań technicznych, które zapewniały poruszanie się LRV po księżycowej powierzchni.
Po przejściu na emeryturę na początku lat siedemdziesiątych zamieszkał wraz z żoną Jadwigą w swojej willi w Santa Barbara. Prowadził bardzo aktywny tryb życia. Pracował w komitecie rady naukowej przy prezydencie Stanów Zjednoczonych. Współpracował z instytucjami wojskowymi USA i Kanady jako doradca i rzeczoznawca. Pisał wspomnienia i malował akwarele.

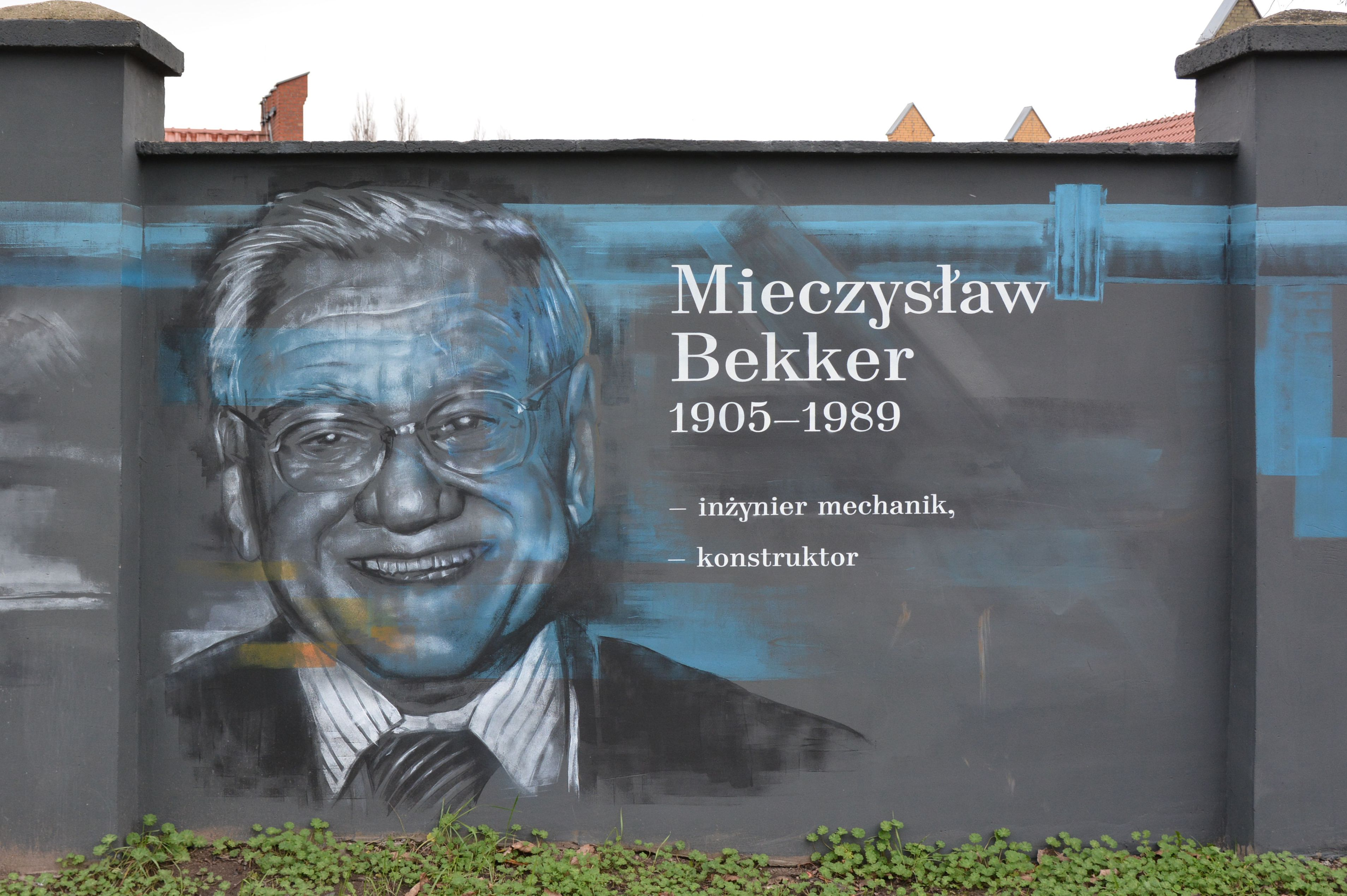
Wizerunek Mieczysława Bekkera na muralu w Szczecinie

Prof. Bekker pozostawił po sobie liczne prace naukowe. Był autorem trzech fundamentalnych prac w dziedzinie teorii pojazdów terenowych: „Theory of land locomotion” (1956), „Off-the-road locomotion” (1960) i „Introduction to terrain vehicle” (1969), w których przedstawił nowoczesną teorię ruchu pojazdów terenowych. Prace zostały wydane przez wydawnictwo University of Michigan Press.
Uznanie przez światową społeczność naukową osiągnięć Mieczysława Bekkera znalazło wyraz w licznych nagrodach i wyróżnieniach. W listopadzie 1962 roku Politechnika w Monachium przyznała mu doktorat honoris causa. Drugi doktorat honorowy otrzymał na Uniwersytecie Carleton w Ottawie. W roku 1988 stan zdrowia gwałtownie się pogorszył (miał wszyty rozrusznik serca), uniemożliwiając mu przybycie na kolejne wręczenie doktoratu honorowego – tym razem do Bolonii we Włoszech.
Mieczysław Bekker zmarł w Santa Barbara w Kalifornii 8 stycznia 1989 roku w wieku 84 lat.
Jego krewnym był doc. dr Edmund Waleriańczyk.

## Upamiętnienie
W 1979 roku prof. Bekker otrzymał tytuł Honorowego Obywatela Miasta Konina, nadany mu przez Urząd Miejski w Koninie.
W 2012 roku na skwerze noszącym imię profesora Mieczysława Bekkera przy Szkole Podstawowej nr 11, na osiedlu Gosławice, uroczyście odsłonięto tablicę pamiątkową, poświęconą jego pamięci. W tym samym dniu zorganizowano w pobliskiej szkole wystawę poświęconą jego pamięci.
Narodowa Agencja Wymiany Akademickiej od 2018 roku prowadzi program Bekker-NAWA - Program im. Mieczysława Bekkera, którego celem jest wsparcie doktorantów, naukowców i nauczycieli akademickich z polskich jednostek naukowych w dążeniu do doskonałości naukowej przez umożliwienie im rozwoju naukowego w zagranicznych ośrodkach badawczych oraz akademickich na całym świecie.